# سيد كاظم رضي
سيد كاظم رضي (14 أغسطس 1984) لاعب كرة قدم بحريني يلعب حاليا لصالح نادي الدرجة الأولى سترة البحريني في مركز قلب الدفاع من 2002.